# Theodor Kornfeld
Theodor Kornfeld, auch Karenfeld (* 15. Januar 1636 in Herford; † 15. März 1698 in Holte) war ein kaiserlich gekrönter deutscher und lateinischer Dichter und Poetiker der Barockzeit.

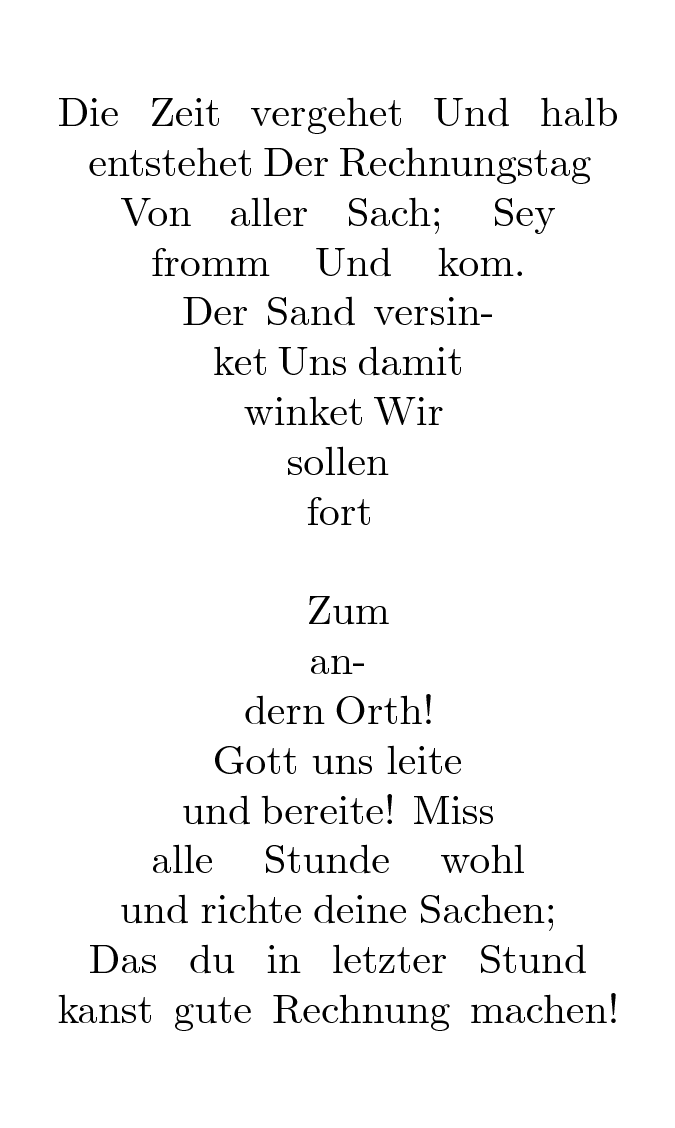
Sanduhr

## Leben
Kornfeld verbrachte seine Jugend im heimatlichen Herford. Im April 1658 immatrikulierte er sich an der theologischen Fakultät der Universität Rostock. Weitere Stationen seines Studiums waren die Universitäten Rinteln (1661) und Gießen (1664). An der Universität Jena erwarb er 1665 den theologischen Magistergrad.
1667 erhielt er einen Ruf als Konrektor an das Ratsgymnasium Osnabrück. Gleichzeitig erfolgte seine Dichterkrönung zum Poeta laureatus. 1686 fand er Aufnahme als der Kreutzduldende in die Deutschgesinnte Genossenschaft. Nach seiner Emeritierung 1696 zog er zu seinem Schwiegersohn ins Pfarrhaus zu Holte, wo er zwei Jahre später bei einem Brand starb.
Wie viele andere Barockdichter verfasste auch er eine Poetik; heute interessiert sich die Forschung vor allem für seine kunstvollen Figurengedichte, die in kaum einer Barockanthologie fehlen.

## Werke (Auswahl)
- Pericopae Evangelicae Tripartitae.  Hamburg 1675 (lat. Dichtungen)
- Selbst-lehrende alt-neue Poesie oder Vers-Kunst.  Bremen 1685 (deutsche Poetik)